# Claoxylon biciliatum
Claoxylon biciliatum là một loài thực vật có hoa trong họ Đại kích. Loài này được Guillaumin mô tả khoa học đầu tiên năm 1938.